# Liste der Monuments historiques in Vaux (Moselle)
Die Liste der Monuments historiques in Vaux führt die Monuments historiques in der französischen Gemeinde Vaux auf.

## Liste der Bauwerke
| Bezeichnung    | Beschreibung           | Standort               | Kennzeichnung | Schutzstatus | Datum | Bild           |
| -------------- | ---------------------- | ---------------------- | ------------- | ------------ | ----- | -------------- |
| Kirche St-Rémy | ab dem 15. Jahrhundert | Rue de l’Église (Lage) | PA00107022    | Classé       | 1984  | weitere Bilder |